# Lysekils kommun
58°17′N 11°26′Ø / 58.283°N 11.433°Ø
Lysekil kommune ligger i det svenske län Västra Götalands län, i landskapet Bohuslän. Kommunens administrationscenter ligger i byen Lysekil.
Kommunen består dels af Stångenäset og af øen Skaftö. Lysekil ligger længst ude på Stångenäset ved indløbet til Gullmarsfjorden.
Den største industri i kommunen er olieraffinaderiet Preemraff Lysekil, der ligger ved Brofjorden omkring 15 km nord for Lysekil.

## Byer
Lysekil kommune har fire byer.

indbyggere pr. 31. december 2005.
| #  | By        | Indbyggere |
| -- | --------- | ---------- |
| 1. | Lysekil   | 7.568      |
| 2. | Brastad   | 1.821      |
| 3. | Grundsund | 663        |
| 4. | Rixö      | 390        |